# Pik Vasil’eva
Der Pik Vasil’eva (englische Transkription von russisch Пик Васильева Pik Wassiljewa, deutsch ‚Wassiljewgipfel‘) ist ein Berg im ostantarktischen Königin-Maud-Land. In den Drygalskibergen der Orvinfjella ragt er in der Nachbarschaft des Matterhorns im östlichen Teil des Fenriskjeften auf.
Russische Wissenschaftler benannten ihn. Der Namensgeber ist nicht überliefert.